# Chicago Park District
Pour les articles homonymes, voir CPD.
Le Chicago Park District, connu sous l'acronyme CPD, est un district spécial responsable de l'entretien et de la gestion d'environ 600 parcs et espaces verts sur le territoire de la ville de Chicago (Illinois, États-Unis). Il est le plus ancien et financièrement le plus important park district (district des parcs) aux États-Unis, avec un budget annuel de 385 millions de dollars.
Le Chicago Park District gère également les plages de Chicago, en effet la ville possède 33 plages s'étalant sur environ 45 km de rivage le long des rives du lac Michigan. L'organisme a la particularité de dépenser plus par habitant pour ses parcs que celui de la ville de Boston. Le district à un pouvoir de taxation indépendant tel que défini par le statut de l'État de l'Illinois et est considéré comme un organisme financièrement indépendant du gouvernement de la ville de Chicago. Le directeur général du district est nommé par le maire de Chicago. Le siège du Chicago Park District se trouve dans le Time-Life Building en centre-ville de Chicago.

## Administration
Le Chicago Park District supervise environ 600 parcs (soit 30 km2) d'espaces verts municipaux ainsi que 33 plages, neuf musées, deux conservatoires de classe mondiale (dont le jardin botanique de Lincoln Park), 16 lagunes historique et possède 10 oiseaux d'espèces rares dans des jardins sauvages à l'intérieur des limites de la ville. Un certain nombre d'entre eux sont des destinations touristiques, notamment celui de Lincoln Park, situé dans le quartier du même nom qui est le plus grand parc de Chicago en termes de visite avec plus de 20 millions de personnes chaque année, juste derrière Central Park à New York.
De nombreux parcs et espaces verts du Chicago Park District sont situés près d'un certain nombre d'écoles et lycées publics de la ville. Ce schéma a été révisé afin de le rendre plus facile d'accès pour les élèves des écoles publiques et la faculté à intégrer les travaux scolaires ou des activités physiques. La plupart des bibliothèques publiques de la Chicago Public Library (CPL) sont situées à proximité des parcs.
Depuis 2022, le Chicago Park District est dirigé par Rosa Escareño.

## Histoire

Parcs et espaces verts gérés par le Chicago Park District sur le territoire de la ville de Chicago.

En 1934, les 22 commissions indépendantes des parcs de la ville fusionnèrent et formèrent un nouveau système unifié, et le Palmer Park fut le premier à intégrer la nouvelle entité connue aujourd'hui sous le nom de Chicago Park District. 
En plus d'employer son propre personnel d'entretien et d'exploitation des parcs de Chicago, le Chicago Park District employait également une force de police de 639 officiers recrutés par son propre conseil de la fonction publique et responsable de l'application des ordonnances et des lois de l'État dans les parcs et les squares de la ville. Il fonctionnait séparément du département de police de Chicago (Chicago Police Department), bien qu'une étroite collaboration existait entre les deux. Le 31 décembre 1958, le service de police du Chicago Park District est dissous et absorbé par le département de police de Chicago.
Au début des années 1980, lorsque Ed Kelly était président de l'organisme, la politique du district à sous-financée les parcs situés dans les quartiers défavorisés de la ville, ce qui a causé le mécontentement du maire Harold Washington, jusqu'à la mort de ce dernier en 1983.
Les compétences et le nombre d'employés du Chicago Park District ont été considérablement diminués au cours de la réforme de l'administration du maire Richard M. Daley, lui donnant la possibilité de nommer le président et différents agents de l'organisme. En effet, dans le milieu des années 1990, le gouvernement du comté de Cook a fait voter une loi pour donner plus de contrôle et de pouvoir au maire de Chicago dans la politique du district des parcs. 
Depuis le début des années 2000, l'organisme a lancé un vaste programme de rénovation et d'embellissement des parcs existants, ainsi que la construction d'un certain nombre de nouveaux parcs, tels que le Ping Tom Memorial Park dans le quartier chinois, le DuSable Park, et plus particulièrement le Millennium Park. Le Chicago Park District a également fait un effort pour le retour de l'animation dans certains parcs et a fait construire une salle de concert au bord du lac Michigan sur Northerly Island, plus précisément sur le site de l'ancien aéroport de Meigs Field. Il parraine également le Grant Park Music Festival, un festival annuel de musique classique qui a lieu à Grant Park depuis 1931.